# Amucallia hovorei
Amucallia hovorei är en skalbaggsart som beskrevs av Maria Helena M. Galileo och Martins 2008. Amucallia hovorei ingår i släktet Amucallia och familjen långhorningar.
Artens utbredningsområde är Panama. Inga underarter finns listade i Catalogue of Life.